# Hloubětín (zámek)
Zámek Hloubětín je novogotická architektonická památka ve stejnojmenné městské čtvrti v Praze 9. Jedná se o jednopatrovou budovu s třípatrovou věží ze druhé poloviny 19. století. Samotné jádro stavby by však mohlo být mnohem starší. Zámek je zapsán na seznamu kulturních památek.

## Historie

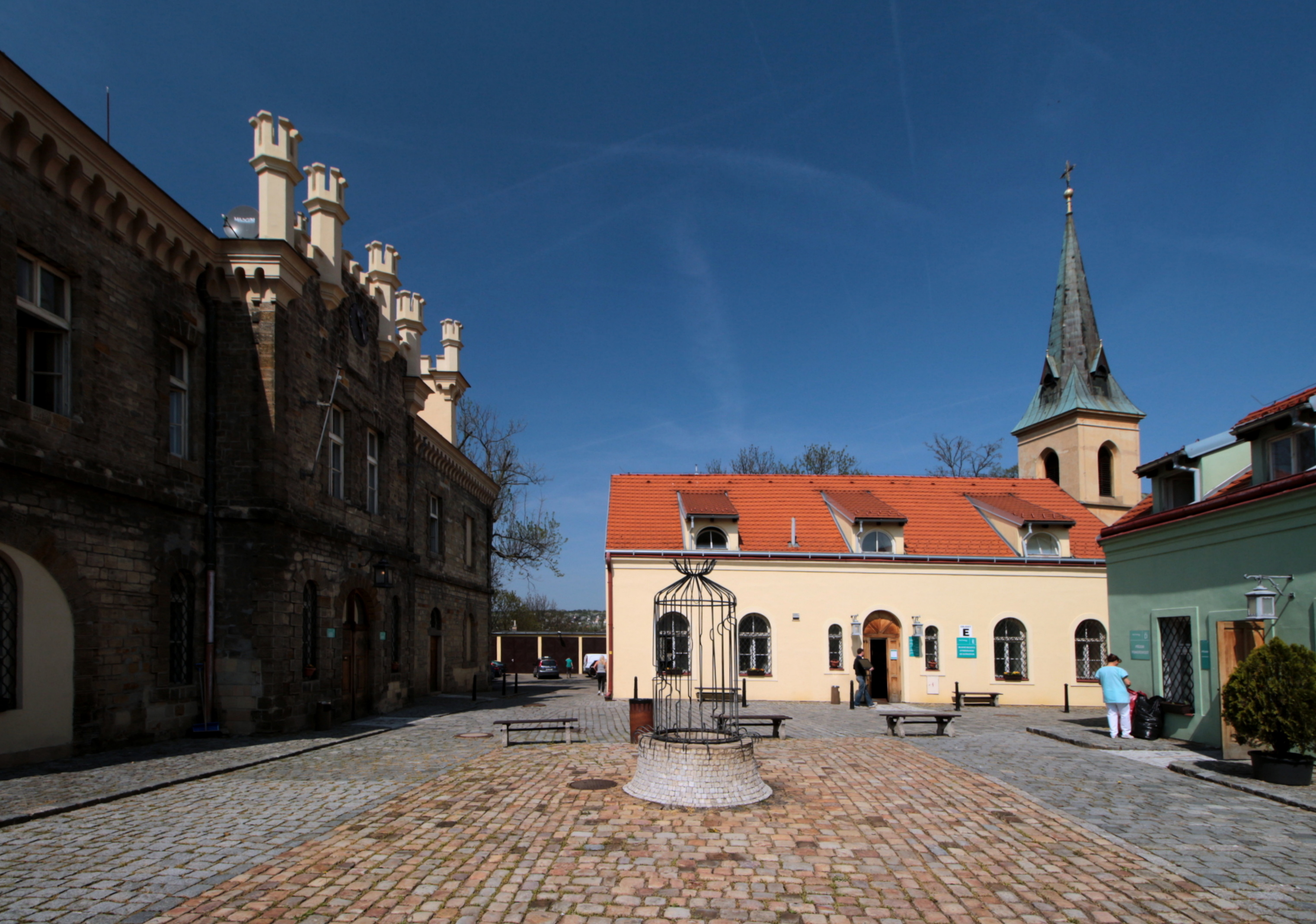
Nádvoří hloubětínského zámku

Na místě dnešního zámku ve středověku stávala tvrz, kterou v roce 1648 vypálili Švédové.
V 70. letech 19. století pozemek zakoupil zemský advokát JUDr. Václav Linhart a postavil zde novobarokní vilu jako své rodinné sídlo. Linhart však vilu brzy prodal.
Dalším z významných majitelů byl až JUDr. František Sedláček, který začal budovu měnit na novogotický zámek.
Další z majitelů, karlínský velkostatkář Vladimír Židlický, vyzdobil průčelí zámku erbem, který si sám vymyslel. Židlický ještě na rohu ostrohu postavil hlásku a ohradní zeď s cimbuřím.

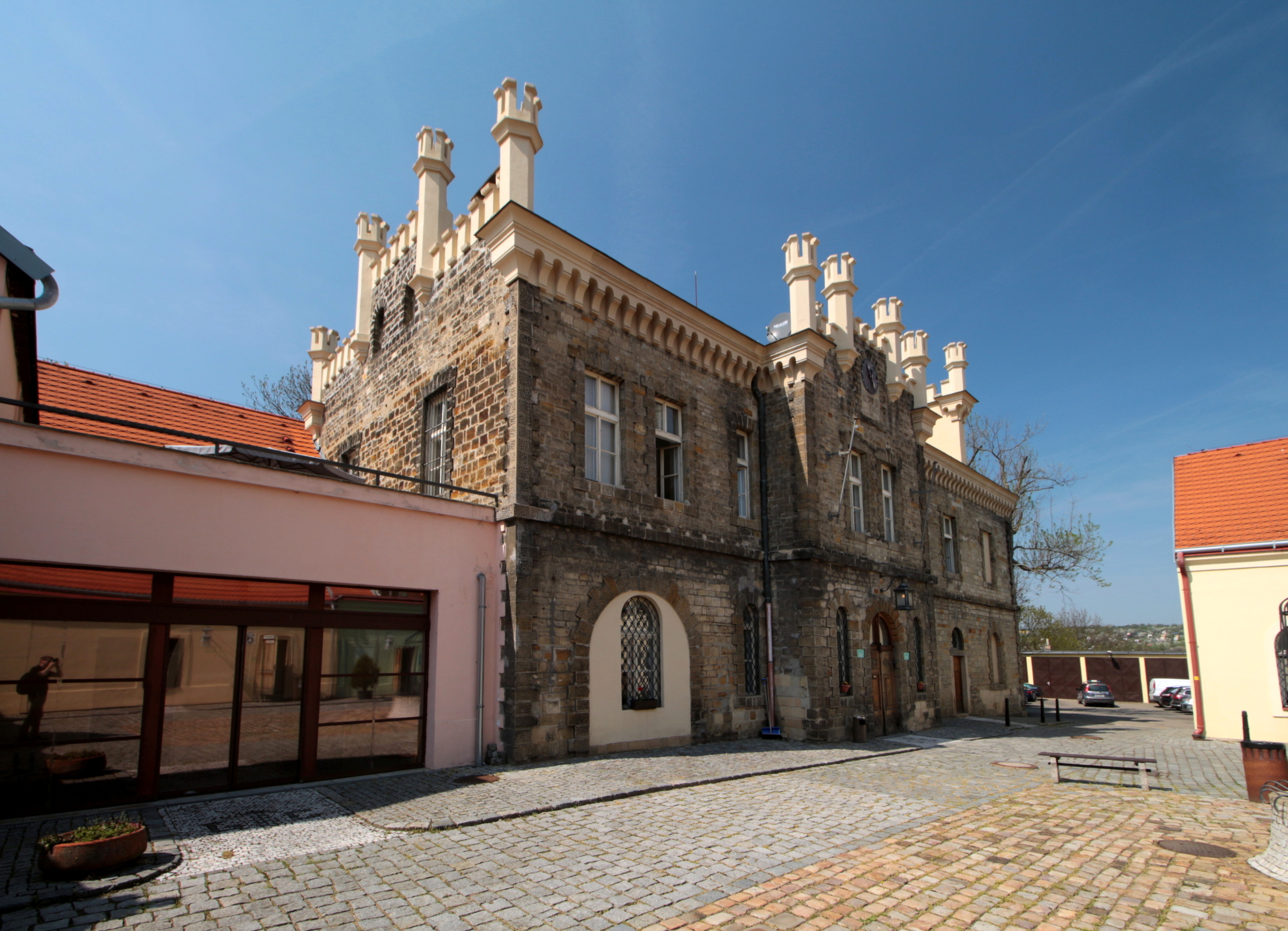
Pseudogotická budova z nádvoří zámku

Před druhou světovou válkou zámek patřil židovské obci, během okupace byl pak vyvlastněn. Po válce sloužil jako truhlárna, sklad a v jedné z částí objektu sídlilo v letech 1945–1959 Vesnické divadlo (poté do roku 1962 jako Státní zájezdové divadlo). Od roku 1969 sloužil objekt jako dům pionýrů.
V roce 1990 byl zámek vrácen zpět židovské obci, která jej pronajala soukromému zdravotnickému zařízení, které se orientovalo na gynekologii a slavilo úspěchy při asistované reprodukci. Každoročně v září se na zámku scházely rodiny s dětmi, které se narodily po úspěšném umělém (mimoděložním) oplodnění, lidově nazývanými děti ze zkumavky. Dne 1. června 2005 zde byl zprovozněn první babybox v Česku. V souvislosti s přestěhováním zdravotnického zařízení GynCentrum do Libně se přestěhoval také babybox. Hloubětínský babybox je od 5. prosince 2019 v provozu ve Fakultní nemocnici Královské Vinohrady. Za dobu téměř 15 let jeho fungování v Hloubětíně se podařilo zachránit 28 dětí.

## Ve filmu
Zámek se mihl ve 47. dílu (Rozchod) seriálu Život na zámku (1999, režie Jaroslav Hanuš). Hloubětínský babybox sehrál stěžejní roli ve 13. epizodě (Tři králové) seriálu Poldové a nemluvně (2020, režie Radek Bajgar). Zámek se také objevil v 15. dílu (Krása bolí) televizního kriminálního seriálu Kriminálka Anděl III (2012, režie Ivan Pokorný).

## Okolní objekty
V severovýchodní části k objektu zámku těsně přiléhá křižovnický kostel sv. Jiří s bývalým hřbitovem a nedalekým křižovnickým dvorem.